# ان‌جی‌سی ۷۰۴۷
ان‌جی‌سی ۷۰۴۷ (انگلیسی: NGC 7047) یک کهکشان مارپیچی میانی است که در فاصله حدود ۲۷۰ میلیون سال نوری از ما در صورت فلکی دلو قرار دارد. قطر NGC 7047 حدود ۱۲۷۳۵۰ سال نوری برآورد شده است. این کهکشان در ۲۰ اوت ۱۸۷۳ توسط ستاره شناس فرانسوی ادوارد استفان کشف شد. در سال ۲۰۰۹ میلادی یک ابرنواختر در NGC 7047 پیدا شد.